# Беловица
Беловица е село в Южна България. То се намира в община Хисаря, област Пловдив.

## География
Село Беловица е разположено в малка котловинка в южните разклонения на Същинска Средна гора, на 40 км северозападно от Пловдив. През селото тече Беловчанска река, която се влива в язовир Пясъчник.

## История
До 1934 г. селото се е наричало Дълги герен.

## Религии
Населението е изцяло християнско. Запазена е църквата „Света Троица“ (изписана от братя Данчови), построена отново през 1883 г. на мястото на старата църква, която е била изгорена по време на Априлското въстание през 1876 г. Църквата в с. Беловица е уникална със стенописите си. Зад олтара се намира единственият светски автопортрет на Георги Данчов-Зографина, който, както се спомена по-горе, е изографисал църквата. Тя е включена в списъка на ЮНЕСКО за културните паметници и е присъствала в маршрутите на чуждестранните групи при посещението им в страната.
За жалост, неотдавна църквата рухна поради липса на средства за възстановяването ѝ.

## Обществени институции
- Читалище „Любен Каравелов“ — основано през 1910 г.
- Основно училище „Неофит Рилски“ (сега закрито) – първото е основано през 1876 г. към старата църква, наградено е с орден „Кирил и Методий“ I степен.

## Културни и природни забележителности
Обитавано е от дълбока древност. Легенда разказва, че в западна посока от селото е имало средновековен манастир „Свети Илия“. Покрай селото е минавал древен път, свързващ Хисаря с Пазарджик. Има стар мост от XVI – XVII век, който сега е залят от яз. Пясъчник, но когато падне нивото на язовира, мостът се вижда добре. На 12.06 е съборът на селото.
1. ↑  www.grao.bg